# Ian Dipple
Ian Dipple is een voormalig Australisch waterskiër.

## Levensloop
Dipple werd in 1989 wereldkampioen in de Formule 1 van het waterski racing.

## Palmares
- Wereldkampioenschap: 1989
- Wereldkampioenschap: 1991